# Paspalum notatum
Paspalum notatum är en gräsart som beskrevs av Johannes Flüggé. Paspalum notatum ingår i släktet tvillinghirser, och familjen gräs. Inga underarter finns listade i Catalogue of Life.

## Bildgalleri

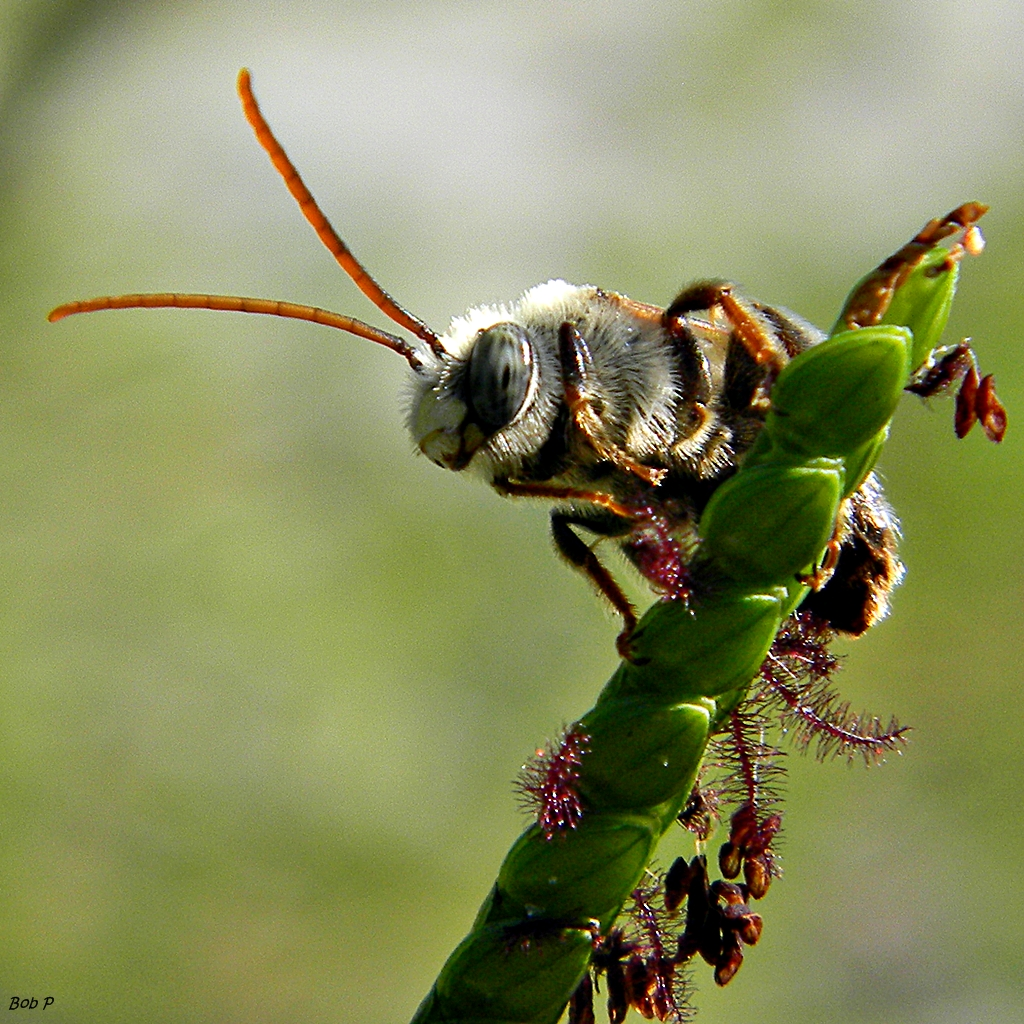
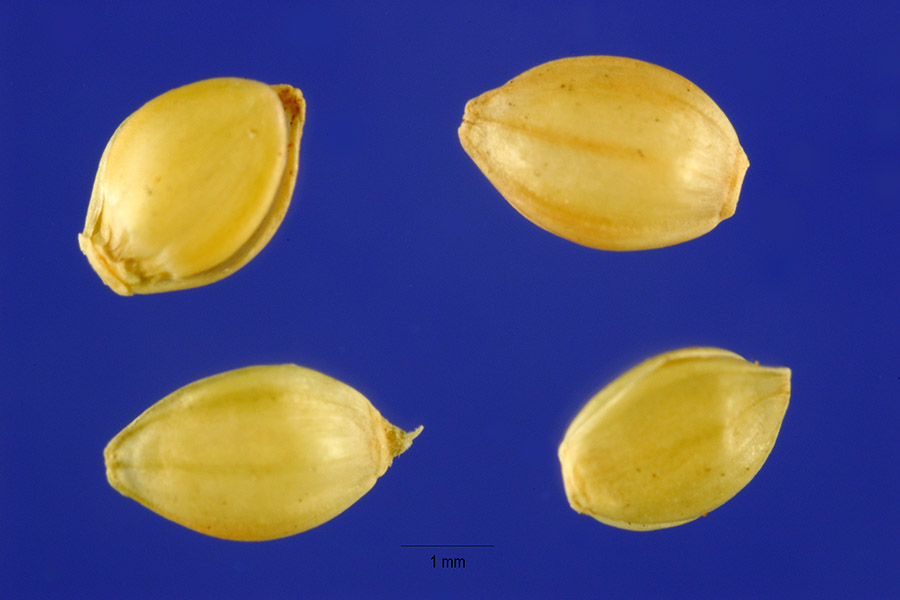